# Aires sensitives
Les aires sensitives ou sensorielles sont les aires cérébrales reliées aux fonctions des sensations.
Elles sont limitées au lobe frontal ; les aires reliées à la conscience des sensations sont situées dans les lobes pariétal, temporal et occipital.
L'aire somesthésique primaire se trouve dans le gyrus postcentral, immédiatement à l'arrière du sillon central de l'aire motrice. Les neurones de ce gyrus reçoivent des messages parvenant des récepteurs somatiques de la peau et des propriocepteurs des muscles squelettiques. L'hémisphère droit reçoit les informations sensorielles issues du côté gauche du corps.
L'aire pariétale postérieure est située immédiatement à l'arrière de l'aire somesthésique primaire et y est reliée par de nombreuses connexions. Sa principale fonction consiste à intégrer les différentes informations somesthésiques et à les traduire en perception de taille, de texture et d'organisation.

## Physiologie

### Rôle des aires sensorielles et associatives sur la perception consciente
Les aires sensitives et les aires associatives :
- Cortex visuel primaire et aire visuelle associative : Traite intègre et emmagasine les informations visuelles
- Cortex gustatif et cortex olfactif : Le premier traite les informations gustatives et le second procure une perception consciente des odeurs.
- Cortex auditif primaire et l’air auditive associative : Traite et interprète les sons et emmagasine les souvenirs auditifs.
- Cortex somesthésique primaire et aire somesthésique associative : Reçoit et interprète les informations somatiques.